# Языки эпи
Языки эпи — языки, на которых говорят на острове Эпи в Вануату.
Численность острова Эпи составляла более 14 000, после чего снизилась до 800 вначале 1900-х годов из-за экономической эксплуатации и представленных болезней. Но в 2001 году численность этих языков полезла обратно и составила только 4400.

## Состав
- Биериа-маии: биериа (вово), маии (мкир)
- Ламену-баки
  - Баки-биеребо: баки (бурумба), биеребо (бонковия-евали)
  - Ламену-лево: ламену (ламен, вармали), лево (варсу)